# Mohamed Victor Bangoura
Pour les articles homonymes, voir Bangoura.
Mohamed Victor Bangoura, né le 22 mai 1978 à Conakry en République de Guinée, est un juriste et homme politique guinéen.
Porte-parole du parti UDRG de 2020 à 2021, il le représente depuis le 22 janvier 2022 au sein du Conseil national de la transition,.